# Natam
Natam is een bestuurslaag in het regentschap Aceh Tenggara van de provincie Atjeh, Indonesië. Natam telt 625 inwoners (volkstelling 2010).